# Joost Zwagerman
Joost Zwagerman (18. listopadu 1963 Alkmaar – 8. září 2015 Haarlem) byl nizozemský spisovatel, esejista a básník. Mezi jeho učitele patřil romanopisec Oek de Jong.

## Mládí a vzdělání
Zwangerman pocházel z učitelské rodiny. V devíti letech sestavil časopis De Zwagergids (Příručka pro právníky), složený z textů a obrázků z časopisů. Středoškolské vzdělání získal na Rijksscholengemeenschap Noord-Kennemerland (Národní školní komunitě Severní Kennemerland) v Alkmaaru, kde maturoval. Pak studoval na Pedagogické akademii. Studium nizozemštiny nedokončil, protože se chtěl plně věnovat dráze spisovatele. Studoval v kurzu tvůrčího psaní u Oeka de Jonga a živil se jako středoškolský učitel.

## Dílo
Zwagerman debutoval v roce 1986 románem De Houdgreep (Chvat). Jeho druhý román Gimmick! z prostředí diskotéky z roku 1989 byl adaptován jako divadelní hra a oslovil mnohem širší publikum. Třetí kniha, Vals licht (Falešné světlo) z roku 1991, byla zařazena do užšího výběru na cenu Bookspot Literatuurprijs. Román se stal předlohou pro stejnojmenný film Thea van Gogha z roku 1993. Následovaly další romány: Chaos en Rumoer (Chaos a povyk), Zes Sterren (Šest hvězdiček) a De Buitenvrouw (Bokovka). Zwagermanovo dílo bylo přeloženo do dvanácti jazyků včetně němčiny, francouzštiny a japonštiny.
Kromě knih vydával Zwagerman také poezii a eseje. Jeho první sbírka básní vyšla v roce 1987 pod názvem Langs de doofpot (Minulost utajení). Za svou básnickou sbírku Roeshoofd Hemelt (Drbna hlava, 2005), která se dočkala čtyř vydání, dostal cenu Awater. Mezi jeho esejistické práce patří Pornotheek Arcadië (Pornotéka Arkádie, 2000) a Het vijfde seizoen (Pátá sezóna (2003). Námětem jeho esejí byla literatura, popmusic, fotografování, film a obzvlášť výtvarné umění.
Zwagerman byl také aktivní jako novinový sloupkař, nejprve psal pro de Volkskrant (1998–2002) a od roku 2001 pro NRC Handelsblad. Kromě své práce spisovatele a publicisty také často vystupoval v nizozemské televizi. Byl moderátorem pořadu Zomergasten (Letní hosté). V pořadu De Wereld Draait Door (Svět jde dál), vysílaném stanicí VARA, přednášel na různá témata z dějin umění. Ačkoliv byl v této oblasti laik, rád předával svou lásku k umění širšímu publiku.
Spisovatel spolupracoval se dvěma univerzitami; v roce 1998 to byla Rijksuniversiteit Groningen a roku 2003 Univerzita v Leidenu. V rámci kurzu Franse Kellendonka přednášel v roce 2006 na Radboud Universiteit Nijmegen. V lednu 2008 byl Zwagerman vyznamenán cenou Gouden Ganzenveer (Zlaté pero) za mimořádný přínos nizozemské písemné kultuře.
Až do rozvodu v roce 2011 žil Joost Zwagerman se svou ženou a třemi dětmi v Amsterdamu. V prosinci 2012 se usadil v Haarlemu. Dne 8. září 2015 list de Volkskrant oznámil, že Zwagerman spáchal sebevraždu. Byl nalezen mrtvý ve svém domě v Haarlemu.